# Ваймес (сельское поселение)
Ваймес — упразднённые административно-территориальная единица (административная территория посёлок сельского типа с подчинённой ему территорией) и муниципальное образование (сельское поселение с полным официальным наименованием муниципальное образование сельского поселения «Ваймес») в муниципальном районе Прилузском Республики Коми Российской Федерации.
Административный центр — посёлок Ваймес.

## История
Статус и границы административной территории были установлены Законом Республики Коми от 6 марта 2006 года № 13-РЗ «Об административно-территориальном устройстве Республики Коми».
Статус и границы сельского поселения установлены Законом Республики Коми от 6 марта 2006 года № 13-РЗ «Об административно-территориальном устройстве Республики Коми».
Законом Республики Коми от 6 мая 2016 года № 41-РЗ были объединены административные территории и одноимённые сельские поселения Ваймес, Верхолузье и Ношуль во вновь образованные административную территорию и одноимённое сельское поселение Ношуль.

## Население
| 2010 | 2011 | 2012 | 2013 | 2014 | 2015 | 2016 |
| ---- | ---- | ---- | ---- | ---- | ---- | ---- |
| 415  | ↘412 | ↘396 | ↘375 | ↘347 | ↘339 | ↘333 |

## Состав
Состав административной территории и сельского поселения (до 2016 года):
| № | Населённый пункт | Тип населённого пункта          | Население |
| - | ---------------- | ------------------------------- | --------- |
| 1 | Бедьвож          | посёлок                         | ↘45       |
| 2 | Ваймес           | посёлок, административный центр | ↘252      |
| 3 | Велдоръя         | посёлок                         | ↘118      |